# حزب اتفاق‌المسلمین

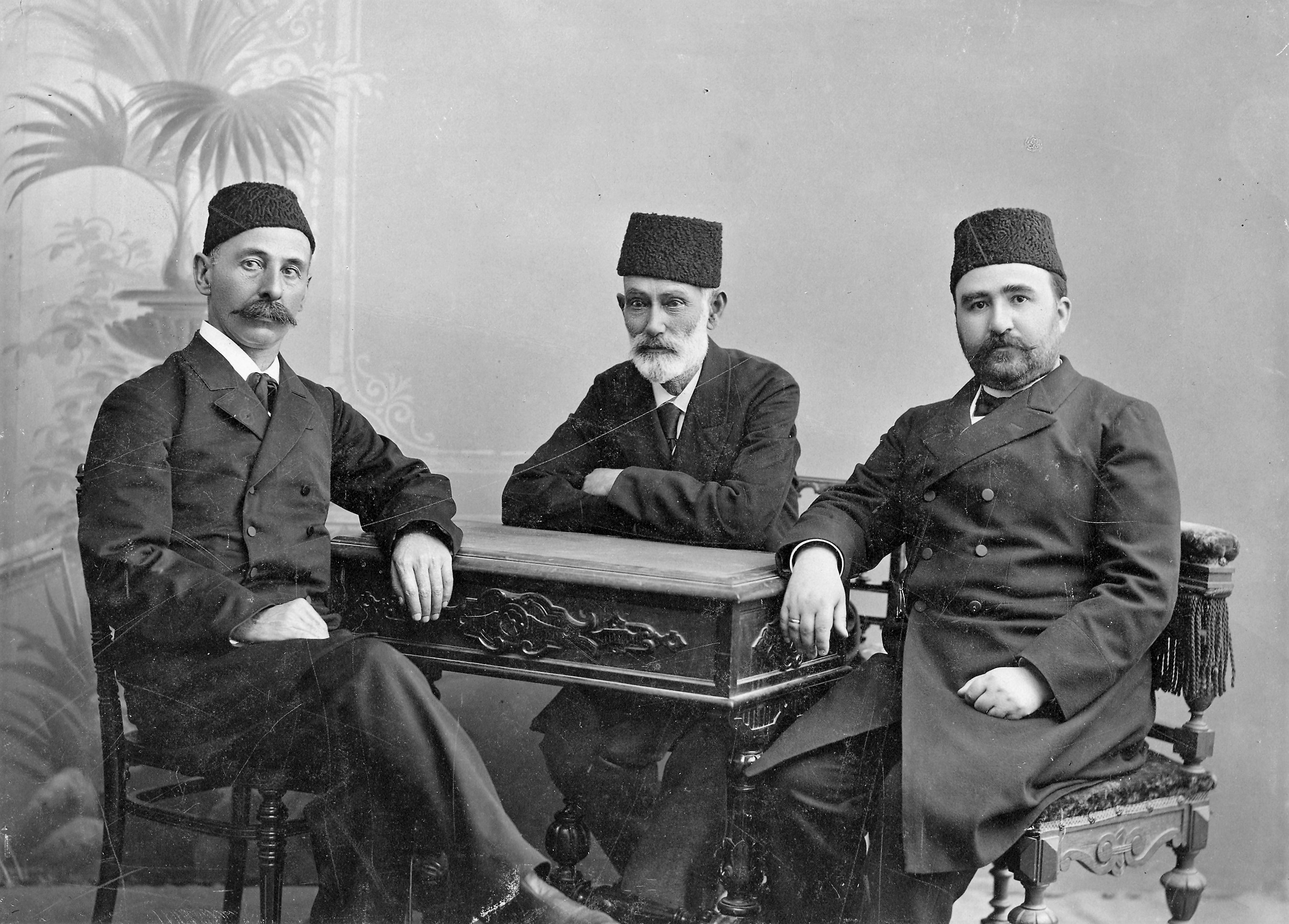
اسماعیل گاسپیرالی، حسن بیگ زردابی و علی‌مردان توپچوباشف، از سران حزب اتفاق المسلمین. محل عکس‌برداری در باکو - ۱۸۹۴

حزب اتفاق المسلمین (به روسی: Иттифа́к аль-Муслими́н) حزب سوسیال دمکرات مسلمانان در امپراتوری روسیه بود.
مهم‌ترین درخواست‌های آنان: سلطنت قانونی، به رسمیت شناختن آزادی‌های دموکراتیک، برابری ادیان و بازگردانی مدارس اسلامی و مسجدها به مسلمانان بود.
مؤسسان این حزب عبارت بودند از: یوسف آقچورا، سید گری آلکین، اسماعیل گاسپیرالی، علی‌مردان توپچوباشف، سلیم گری جان‌تورین، احمدهادی مقصودی و دیگران.

## منبع
- Wikipedia contributors, "Ittifaq al-Muslimin," Wikipedia, The Free Encyclopedia, http://en.wikipedia.org/w/index.php?title=Ittifaq_al-Muslimin&oldid=221181538 (accessed June 24, 2008).